# Lionel Walter Rothschild

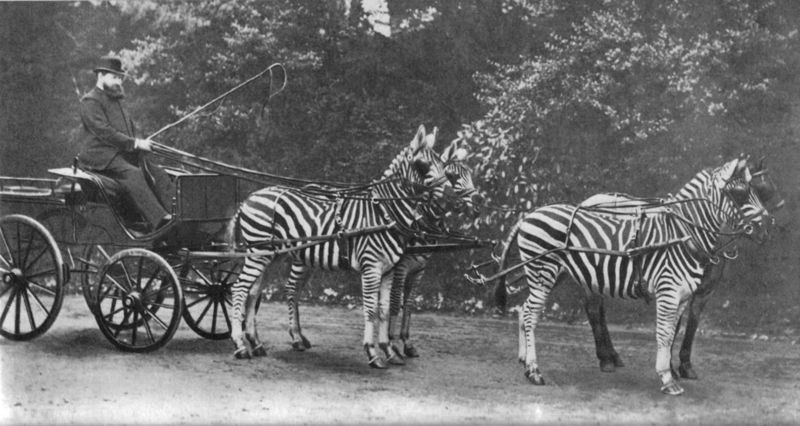
Rothschild met zijn bekende zebrawagen.

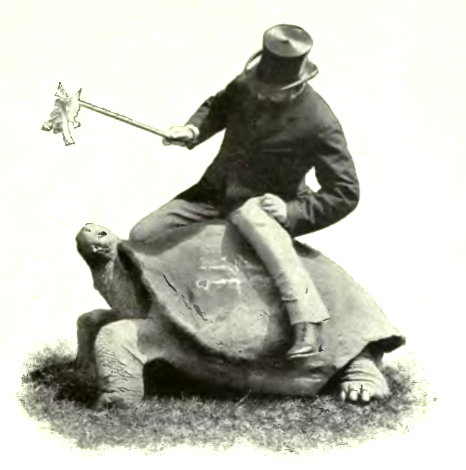
Lord Rothschild op een reuzenschildpad.

Lionel Walter Rothschild, 2e Baron Rothschild (Londen, 8 februari 1868 - Tring Park, 27 augustus 1937) was een Brits bankier, politicus en zoöloog. Hij was een lid van de bekende bankiersfamilie Rothschild.

## Biografie
Rothschild was de oudste zoon en daarmee erfgenaam van Nathan Mayer Rothschild, eerste baron Rothschild, een rijke financier en de eerste Joodse pair van het Verenigd Koninkrijk. Op zijn zevende gaf hij aan dat hij ooit een zoölogisch museum wilde runnen. Als kind verzamelde hij al insecten, vlinders en andere dieren. Onder de huisdieren in zijn familiehuis in Tring Park bevonden zich kangoeroes en exotische vogels.
Rothschild studeerde gedurende twee jaar zoölogie aan het Magdalene College in Cambridge. Hier ontmoette hij Albert C.L.G. Günther, wat zijn interesse in de taxonomie van vogels en vlinders wekte.
Op zijn 21e ging Rothschild met tegenzin werken bij de bank van zijn familie, N M Rothschild & Sons in Londen. Hij werkte hier van 1889 tot 1908. Zijn ouders gaven Rothschild ter compensatie het zoölogisch museum dat hij zo graag wilde, en financierden veel van zijn reizen rond de wereld om nieuwe diersoorten te ontdekken. Ook onderhield hij contacten met een heel netwerk van verzamelaars van wie hij specimens van allerlei diersoorten kocht. Het museum in Tring werd geopend in 1892, en bevatte een van de grootste natuurhistorische collecties ter wereld. Tevens maakte Rothschild vele reizen.
De Rothschildgiraffe (Giraffa camelopardis rothschildi), een bedreigde giraffenondersoort, is naar hem vernoemd. Verder zijn 153 nieuwe soorten insecten, 17 zoogdieren, 58 vogels, drie vissen, drie spinnen, twee reptielen en een worm naar hem vernoemd.
Rothschild stond bekend als een verlegen man, maar hij liet eenmaal een foto maken van zichzelf op een reuzenschildpad. In Londen had hij een eigen koets die hij geregeld liet trekken door zebra’s als bewijs dat deze dieren getemd konden worden.
Van 1899 tot 1910 was Rothschild parlementslid voor de Liberale Partij. Hij was tevens actief zionist en een goede vriend van Chaim Weizmann. Hij zette zich onder andere in voor de verklaring voor een Joods thuisland in Palestina. Op 2 november 1917 kreeg hij een brief van de Britse overheid, waarin deze verklaarde de stichting van Palestina te steunen. Deze brief werd bekend als de Balfour-verklaring.
In 1932 was Rothschild gedwongen een groot deel van zijn collectie vogels te verkopen aan het American Museum of Natural History na te zijn gechanteerd door een vrouw.
Hoewel hij nooit is getrouwd, had Rothschild twee minnaressen. Met een van hen kreeg hij een dochter.
Rothschild stierf op 69-jarige leeftijd in Hertfordshire. Hij had geen wettige kinderen, waardoor zijn titel van Baron Rothschild overging naar zijn neef Victor Rothschild. In zijn testament maakte hij zijn volledige museum over aan het British Museum; het is de grootste schenking die dat museum ooit ontving. Zijn museum in Tring is nu een afdeling van het Natural History Museum.